# Gestión pasiva
La gestión pasiva de carteras de inversión es la estrategia de inversión en renta fija o renta variable, cuyo objetivo es replicar la evolución de un determinado índice. Los fondos índices o fondos indexados son aquellos fondos de inversión que siguen este tipo de gestión. 
La estrategia pasiva supone que el mercado es eficiente en su forma intermedia, por lo que los precios de los activos reflejan toda la información disponible, lo que implica que es una pérdida de tiempo y de dinero la predicción de la cotización de los valores o de los tipos de interés futuros. A través de los fondos índice no se elimina el riesgo de mercado, pero sí se evita la incertidumbre que gira en torno a si los gestores de la cartera van a superar el mercado. El principio que subyace en la gestión pasiva es que los intentos de seleccionar qué títulos están sobrevalorados o los plazos del mercado son inútiles para obtener un rendimiento que supere al promedio de las carteras. En consecuencia este tipo de gestión seleccionará un grupo diversificado de títulos que cumplan con las especificaciones de riesgo deseadas por el inversor, lo que les llevará a mantenerlos en la cartera durante un tiempo bastante grande y así minimizar los costes de transacción. Las características básicas de un fondo índice son las siguientes:
- estos fondos siguen muy de cerca a los mercados en lugar de intentar superarlos.
- La gestión es más simple por lo que tienden a ser más baratos al no requerir gestores altamente remunerados que se encarguen de la elección de activos.
- Tienen una rotación de cartera baja por lo que retardan los impuestos por ganancias de capital.

También se pueden incluir dentro del concepto de gestión pasiva aquellas carteras o fondos creados con la finalidad de obtener una rentabilidad fija en un periodo determinado o bien una participación en la rentabilidad de un Índice. Por su origen este tipo de fondos se conoce en España como fondos garantizados, aunque la existencia o no de una garantía nada tiene que ver con la política de inversión del fondo. 
En contraposición a la gestión pasiva de cartera, la gestión activa supone un intento de mejorar el rendimiento de la cartera mediante una selección de títulos en función de la información disponible públicamente. La gestión activa suele ser más cara que la pasiva al tener que costear el sueldo de un equipo de gestores dedicados a buscar las inversiones más adecuadas para el fondo para el que trabajan. No obstante, este coste superior va en detrimento de la rentabilidad del vehículo de inversión. Se ha demostrado que la estrategia de inversión en gestión pasiva ha ofrecido históricamente mejores resultados a largo plazo que el 90% de los fondos de inversión de gestión activa.